# Aeropuerto Internacional Sultan Aji Muhammad Sulaiman
El Aeropuerto Internacional Sultan Aji Muhammad Sulaiman Sepinggan (en indonesio: Bandar Udara Internasional Sultan Aji Muhammad Sulaiman Sepinggan) (IATA: BPN, ICAO: WALL), también conocido como Aeropuerto Sepinggan, es un aeropuerto internacional que sirve a la ciudad de Balikpapan y áreas adyacentes de Kalimantan Oriental, ubicadas en Kalimantan, Indonesia. Inició su nueva fase operativa el 6 de agosto de 1997, con un nuevo edificio y estructura de pista, reemplazando la antigua estructura en el mismo sitio. El aeropuerto es operado por PT Angkasa Pura I.
Es el sexto aeropuerto más transitado de Indonesia, y el aeropuerto más transitado de Kalimantan y el segundo en Borneo después del aeropuerto internacional de Kota Kinabalu. El aeropuerto de Sepinggan fue nombrado el segundo mejor en servicio en el mundo, con una capacidad anual de manejo de 5 millones a 15 millones de pasajeros en 2018 otorgado por el Airports Council International.

## Historia

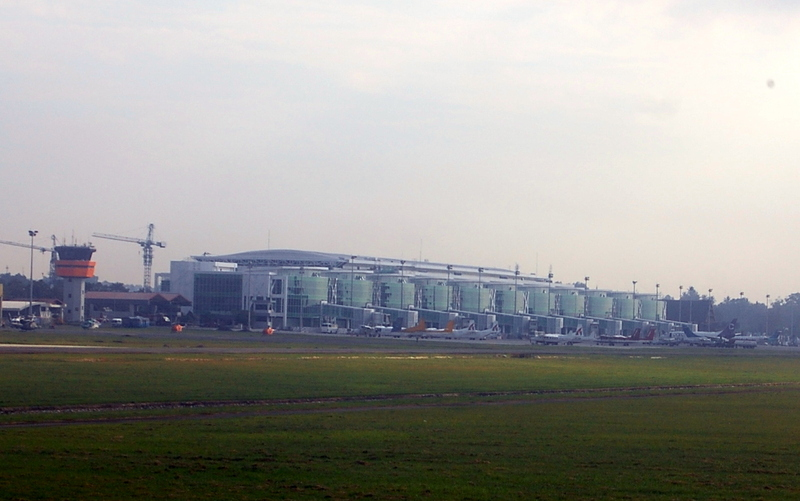
La terminal actual mientras aún estaba en construcción.

La construcción del Aeropuerto Internacional Sultan Aji Muhammad Sulaiman Sepinggan comenzó en la era colonial holandesa antes de la independencia de Indonesia. Se utilizó principalmente para las actividades de la Dutch Oil Company en el área de Balikpapan. El aeropuerto pronto se hizo público y comercial después de que su administración fuera entregada a la Dirección general de aviación civil de la República de Indonesia en 1960. El Aeropuerto Sepinggan finalmente es administrado por Perum Angkasa Pura I (PT Angkasa Pura I en la actualidad) debido a una regulación gubernamental en enero de 1987. Con numerosos edificios ubicados alrededor del aeropuerto y una única pista que sobresale hacia el asentamiento, los aterrizajes en el aeropuerto han sido experimentalmente dramáticos y técnicamente exigentes para los pilotos.
El aeropuerto se renovó dos veces entre 1991 y 1997. La primera fase se inició en 1991 y finalizó en 1994, para renovar la calle de rodaje, las terminales de pasajeros, las terminales de carga y alargar la pista. En 1995, el gobierno indonesio anunció el Aeropuerto Sultan Aji Muhammad Sulaiman como el quinto aeropuerto de embarque hajj para la región de Kalimantan, que también comprende Kalimantan Occidental, Kalimantan Central y la provincia de Kalimantan Sur. La renovación de la segunda fase tuvo lugar en 1996 para renovar los hangares, depósitos de combustible y los edificios administrativos. Se terminó la segunda fase y el aeropuerto inició su nueva era operativa con los nuevos edificios e instalaciones en 1997.

### Cronología
- Antes de la independencia: Utilizado por la compañía petrolera holandesa Bataafse Petroleum Maatschappij (BPM).[9]
- 1960: La operación del aeropuerto pasa a la Dirección General de Aviación Civil.
- Enero de 1987: La gestión del aeropuerto se transfiere a Perum Angkasa Pura I.
- 1991: Se inicia el proyecto de desarrollo de las instalaciones aeroportuarias y la seguridad de la aviación (Fase 1).
- Agosto de 1993: Comienzan las operaciones de prueba.
- Septiembre de 1993: Inauguración oficial.
- 1995: Designado oficialmente como el quinto aeropuerto de embarque del Hajj.
- 1996-1997: Se inicia el proyecto de desarrollo de las instalaciones aeroportuarias y la seguridad de la aviación (Fase 2).
- Agosto de 1997: Inauguración oficial por el segundo presidente de Indonesia, Suharto.
- Julio de 2011: Se inicia la construcción de una nueva terminal de pasajeros.
- 2012: Se inicia el traslado de la terminal de carga a un nuevo edificio.
- 2012: La Oficina de Administración, Finanzas y Comercio se traslada a nuevas oficinas en el edificio construido como instalación de apoyo para el proyecto de desarrollo del Aeropuerto Internacional Sultan Aji Muhammad Sulaiman Sepinggan.[cita requerida]
- Marzo de 2014: Se prueba el nuevo edificio de la terminal.
- Septiembre de 2014: Inauguración oficial de un nuevo edificio terminal por el sexto presidente de Indonesia, Susilo Bambang Yudhoyono.[10]

## Nueva terminal
La nueva terminal fue probada el 22 de marzo de 2014 con una capacidad de 10 millones de pasajeros por año en un área de 110 000 metros cuadrados y una inversión de 178 millones de dólares como el aeropuerto más grande en el este de Indonesia. El Aeropuerto Internacional Sultan Aji Muhammad Sulaiman Sepinggan está equipado con una planta de reciclaje de agua, un control de eficiencia energética del aire acondicionado, 11 pasillos troncales, 74 mostradores de facturación, 8 cintas transportadoras, 140 900 metros cuadrados de plataforma y 2 300 estacionamientos en un edificio de varios pisos. La nueva terminal se inauguró formalmente el 15 de septiembre de 2014.

## Aerolíneas y destinos

### Pasajeros
| Aerolíneas         | Destinos |
| ------------------ | --- |
| AirAsia            | Kuala Lumpur–Internacional |
| Batik Air          | Denpasar, Yakarta–Soekarno-Hatta |
| Citilink           | Bandung–Kertajati, Banjarmasin, Berau, Denpasar, Yakarta–Halim Perdanakusuma, Yakarta–Soekarno-Hatta, Makassar, Surabaya, Tana Toraja, Tarakan, Yogyakarta–International |
| Garuda Indonesia   | Yakarta–Soekarno-Hatta |
| Indonesia AirAsia  | Denpasar |
| Lion Air           | Denpasar, Yakarta–Soekarno-Hatta, Makassar, Semarang, Surabaya |
| Pelita Air Service | Yakarta–Soekarno-Hatta, Surabaya |
| Scoot              | Singapur |
| Super Air Jet      | Bandung–Kertajati, Batam (inicia 27 de marzo de 2024), Yakarta–Soekarno-Hatta, Makassar, Manado, Pontianak, Solo, Surabaya, Tarakan, Yogyakarta–International            |
| Wings Air          | Banjarmasin, Berau, Malinau, Melak, Palangkaraya, Palu, Tanjungselor |

### Carga
| Aerolíneas                                        | Destinos                                   |
| ------------------------------------------------- | ------------------------------------------ |
| Cardig Air                                        | Yakarta–Soekarno-Hatta, Tarakan            |
| My Indo Airlines                                  | Yakarta–Soekarno–Hatta, Shenzhen, Singapur |
| PT.Angkasa Pura Logistik (operado por Pelita Air) | Banjarmasin, Surabaya                      |
| Tri-MG Intra Asia Airlines                        | Yakarta–Halim Perdanakusuma, Singapur      |
| Trigana Air Service                               | Yakarta–Halim Perdanakusuma, Manado        |

## Accidentes e incidentes
- El 4 de julio de 1988, el Vickers Viscount PK-IVW de Bouraq Indonesia Airlines sufrió daños irreparables cuando el tren de proa y estribor colapsaron durante un aterrizaje con viento de cola.[28]

## Galería

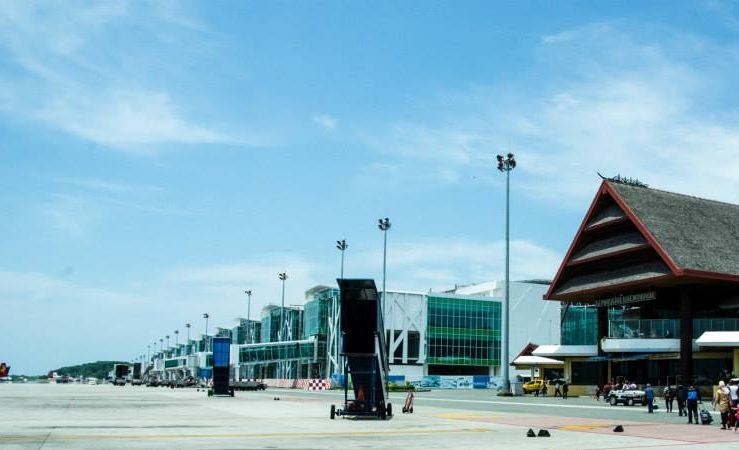
Nueva y antigua terminal de Sepinggan.
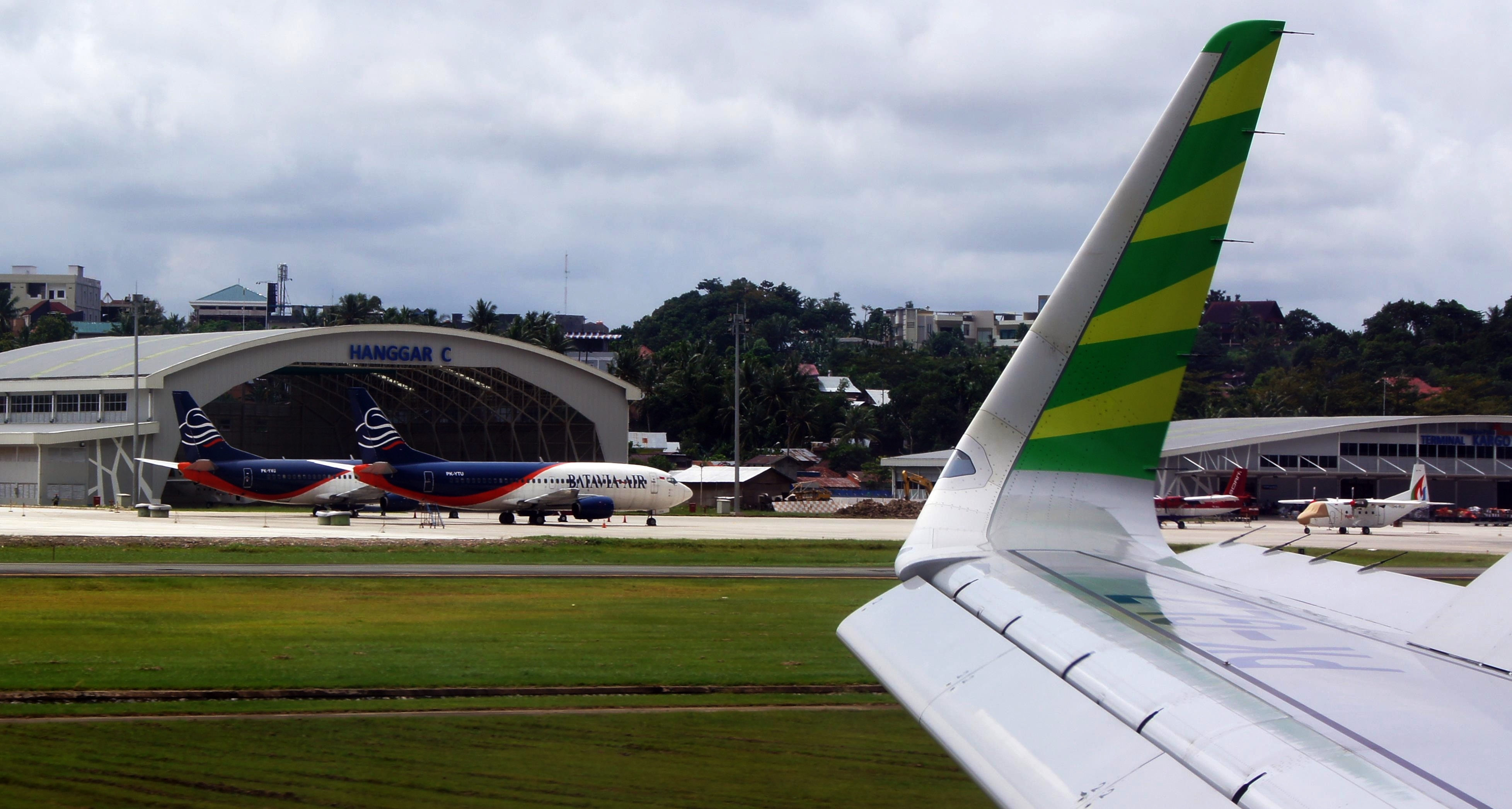
Hangar de Sepinggan y aviones de Betavia Air, tomado desde aeronave de Citilink en 2014.
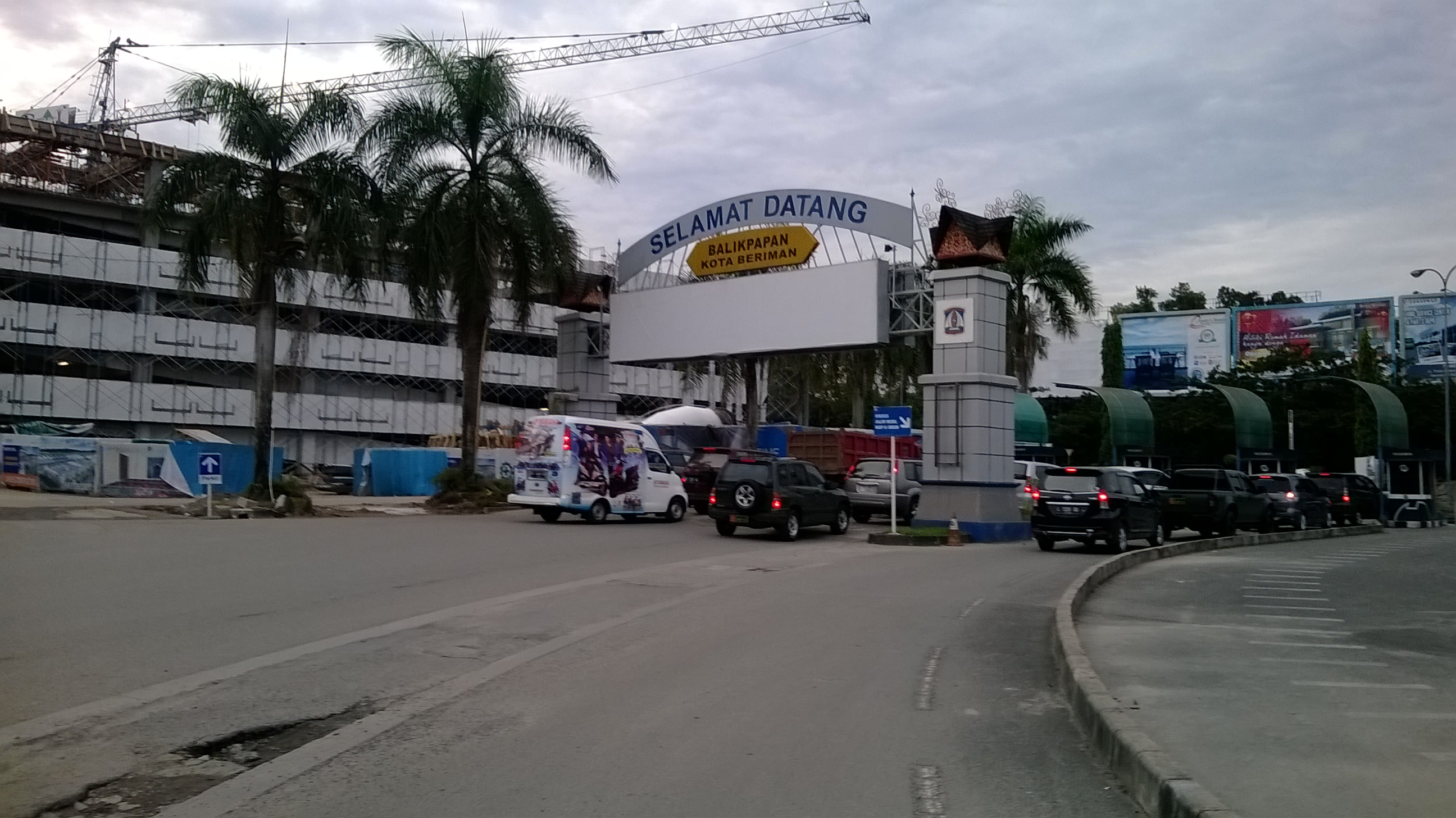
Entrada del aeropuerto Sepinggan.
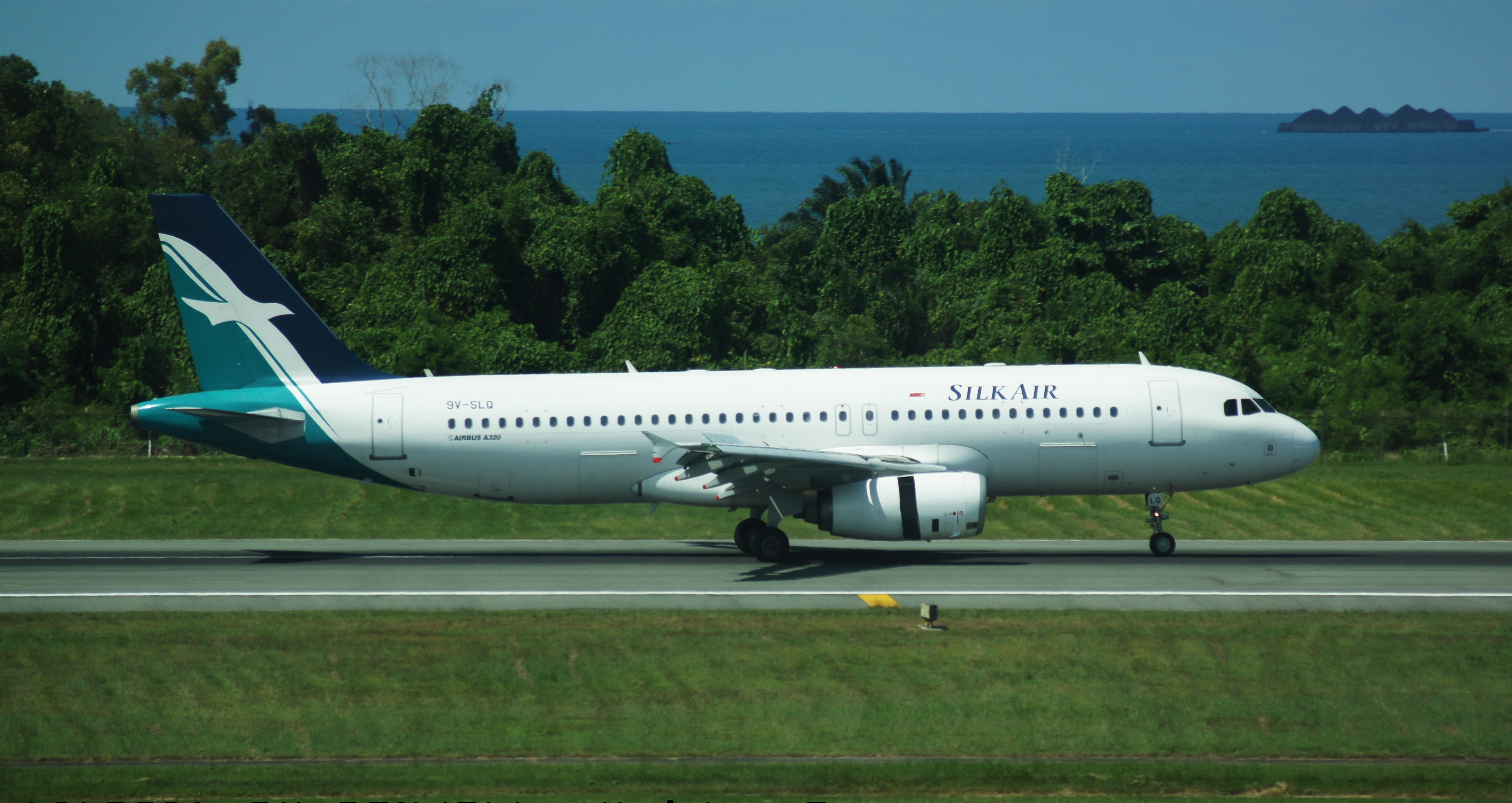
Airbus A320-232 de Silk Air.
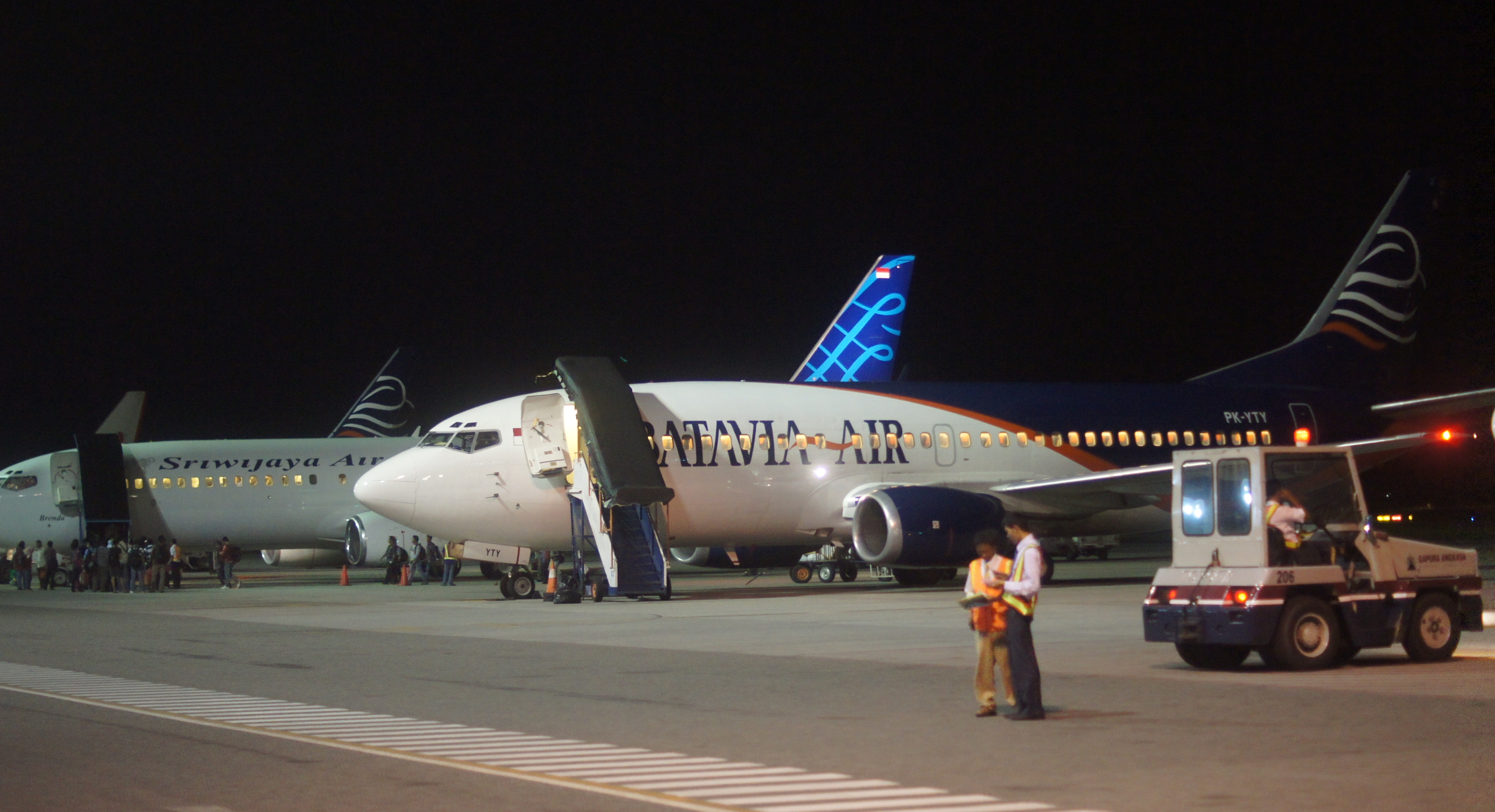
Boeing 737-3B7 de Batavia Air en 2012.
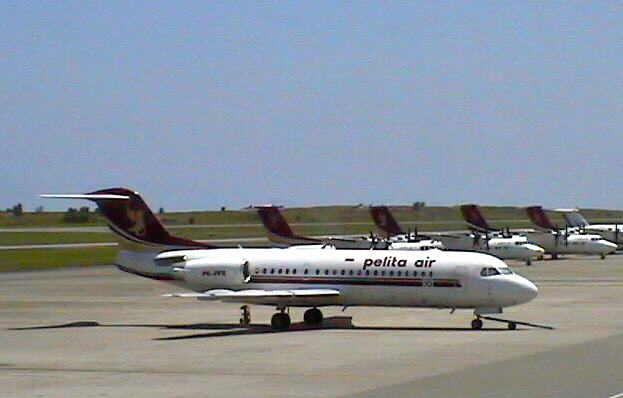
Beca Fokker F-28 de Pelita Air en 2001.
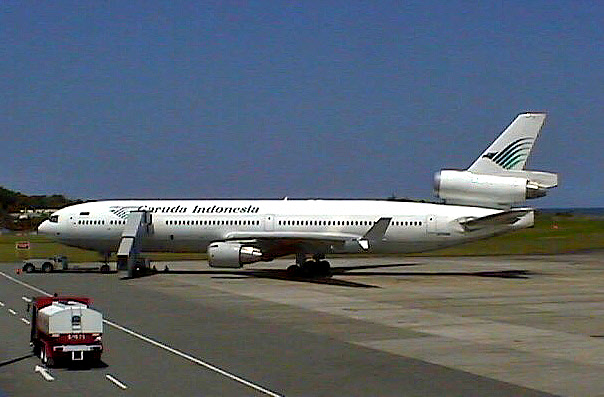
McDonnell Douglas MD-11 de Garuda Indonesia en 2001.